# Hyles lata
Hyles lata är en fjärilsart som beskrevs av Tutt 1904. Hyles lata ingår i släktet Hyles och familjen svärmare. Inga underarter finns listade i Catalogue of Life.